# Punkt poboru energii
Punkt poboru energii (PPE) – punkt pomiarowy w instalacji lub sieci, dla którego dokonuje się rozliczeń oraz dla którego może nastąpić zmiana sprzedawcy.
Jest to punkt w sieci elektroenergetycznej lub adres odbiorcy, w którym produkty energetyczne (energia, usługi dystrybucji, moc itp.) są mierzone przez urządzenia umożliwiające rejestrację danych pomiarowych.
Jeśli pod jednym adresem znajduje się więcej niż jedno urządzenie pomiarowe to każde z nich jest osobnym punktem poboru.
Każdy PPE ma numer identyfikacyjny nadany przez OSD i numer ten może być podawany na fakturze za usługi kompleksowe (dystrybucja i sprzedaż energii) lub fakturze za usługi dystrybucji. Z punktem poboru energii jednoznacznie skojarzony jest układ pomiarowo-rozliczeniowy, którego głównym elementem jest licznik energii elektrycznej. Układ pomiarowo-rozliczeniowy ma własny numer identyfikacyjny, którego nie należy mylić z numer identyfikacyjnym PPE. Podobnie licznik ma numer identyfikacyjny będący jego numerem fabrycznym.